# Robert Fuchs (général)
Pour les articles homonymes, voir Fuchs et Robert Fuchs.
Robert Fuchs (11 mai 1895 - 15 janvier 1977) est un Generalmajor allemand de la Luftwaffe pendant la Seconde Guerre mondiale.
Il commence sa carrière militaire lors de la Première Guerre mondiale en étant volontaire le 6 août 1914 dans le 1er régiment d'uhlans de la Garde de l'armée prussienne.

## Promotions
- Vizewachtmeister: 28 février 1915
- Leutnant der Reserve: 7 août 1915
- Oberleutnant: 1er avril 1915
- Hauptmann: 1er février 1930
- Major: 1er novembre 1935
- Oberstleutnant: 1er mars 1937
- Oberst: 1er novembre 1938
- Generalmajor: 1er septembre 1943

## Distinctions
- Croix de fer (1914), 2e et 1re Classe
- Insigne des blessés (1918) en Noir
- Médaille de service de longue durée de la Wehrmacht 4e à 1re Classe
- Croix d'honneur pour les combattants
- Fermoir à la Croix de Fer (1939) 2e et 1re Classe
- Croix de chevalier de la Croix de fer le 6 avril 1940 comme Oberst et commandant de la Kampfgeschwader 26